# Atypena ellioti
Atypena ellioti é uma espécie de aranhas da família Linyphiidae, sendo endêmica da região do Sri Lanka.